# Imma Monsó
Imma Monsó (ur. 1959 w Lleidzie) – katalońska pisarka i dziennikarka, wielokrotnie nagradzana za swoją twórczość.
Pisze po katalońsku; wiele z jej tekstów przetłumaczono na hiszpański, a niektóre przełożono także na włoski, niderlandzki, węgierski i francuski. Pisywała do m.in. „El País”, „Catalan Writing”, „El Periódico de Catalunya” i „La Vanguardia”. Jej powieści poruszają często trudne tematy porozumienia i samotności, ale są też przepełnione ironią i humorem.
Monsó ukończyła filologię francuską w Barcelonie oraz lingwistykę stosowaną w Strasburgu i Caen. Po studiach pracowała jako lektorka francuskiego oraz nauczycielka w szkole. W 1996 roku zadebiutowała jako pisarka zbiorem opowiadań Si és no és, który został wyróżniony nagrodą Ribera d'Ebre, oraz powieścią No se sap mai (na hiszpański tłumaczył ją Javier Cercas), za którą otrzymała nagrodę El Tigre Juan. Za swoją drugą powieść, Com unes vacances, wydaną w 1998 roku, dostała nagrody Prudenci Bertrana i Cavall Verd-Blai Bonet. Jej powieść z 2006 roku, Un home de paraula, została wyróżniona nagrodami Salambó i Maria Àngels Anglada. W 2013 roku Monsó otrzymała el Premi Nacional de Cultura de la Generalitat de Catalunya (pol. Narodową Nagrodę Kultury od rządu Katalonii).

## Twórczość
- 1996: Si és no és (zbiór opowiadań)
- 1996: No se sap mai
- 1998: Com unes vacances
- 2001: Tot un caràcter
- 2003: Millor que no m’ho expliquis (zbiór opowiadań)
- 2003: Hi són però no els veus (literatura faktu)
- 2004: Marxem, papà. Aquí no ens hi volen (zbiór opowiadań)
- 2005: L'escola estrambota (dla dzieci i młodzieży)
- 2006: Un home de paraula
- 2009: Una tempesta
- 2012: La dona veloç
- 2016: L'aniversari

Źródło.